# 제갈교
제갈교(諸葛喬, 204년 ~ 228년)는 중국 삼국시대 촉한(蜀漢)의 장수이다. 자는 백송(伯松).
동오(東吳)의 문신인 제갈근(諸葛瑾)의 차남으로, 제갈량(諸葛亮)에게 아들이 없자 제갈량의 양자로 입적되었다. 이로 인해 원래 자는 중신(仲愼)이었으나, '중(仲)'은 차남을 의미하므로, 맏아들의 뜻을 지닌 '백(伯)'을 포함한 백송으로 자를 바꾸었다. 일설에 의하면 제갈교가 제갈량의 제자로 들어갔는데, 제갈교의 뛰어난 습득에 감탄한 제갈량이 아들처럼 키웠다고도 한다.
부마도위에 임명되어 제갈량이 북벌을 위해 한중(漢中)으로 출진할 때 수행하였으나, 228년에 25세의 나이로 요절하였다.
《삼국지》에 따르면, 많은 사람들은 “제갈각(諸葛恪, 제갈교의 친형)의 재능은 제갈교가 감히 미칠 수 없으나, 성품은 제갈교가 제갈각을 뛰어넘는다.”

## 제갈교의 친족관계

### 관련 인물
제갈각　제갈경　제갈규　제갈균　제갈근　제갈량

제갈반　제갈정　제갈첨　제갈탄　제갈풍　제갈회
고 평했다.

## 같이 보기
- 삼국지 인물 목록